# Stift Dürnstein

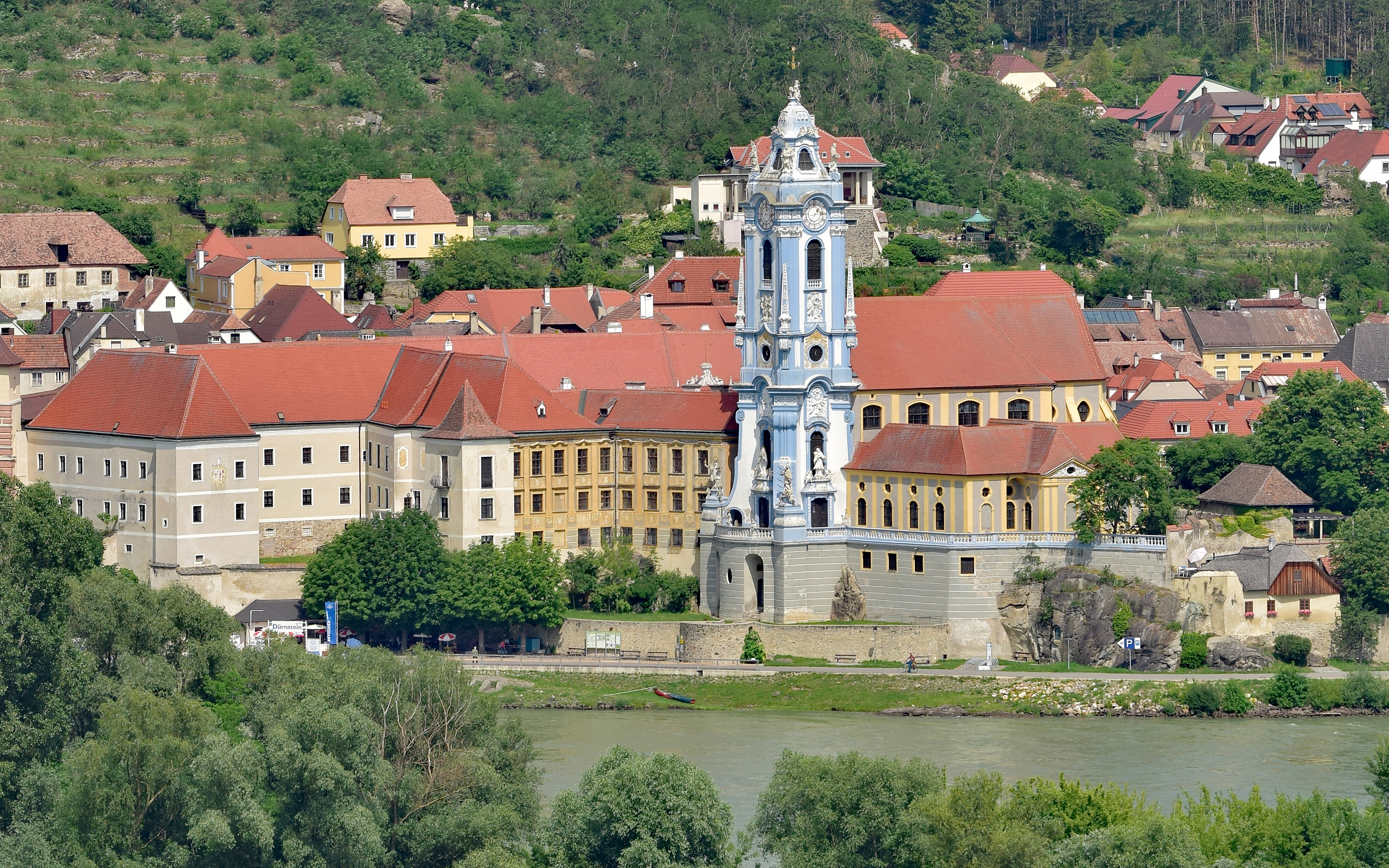
Stift Dürnstein

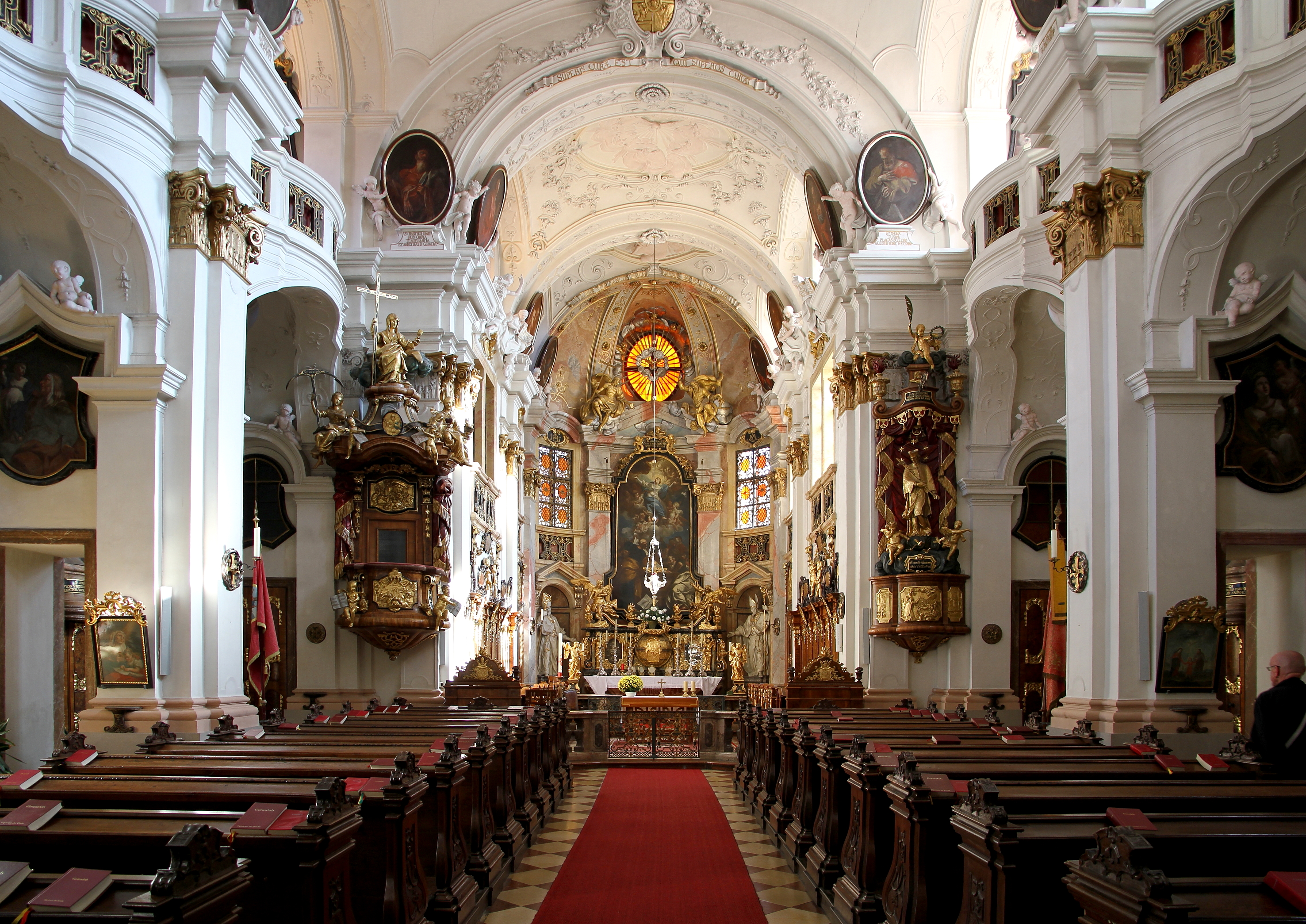
Innenansicht der ehemaligen Stiftskirche

Das Stift Dürnstein ist ein ehemaliges Kloster in Dürnstein in der Wachau in Niederösterreich. Heute gehören die Gebäude und der große Grundbesitz dem Augustinerchorherren-Stift Herzogenburg, das auch die Pfarre Dürnstein betreut. Der Turm der Stiftskirche mit seiner blau-weißen Färbung gilt als das Wahrzeichen der Wachau. Geweiht ist die Stiftskirche, die seit 1745 auch Pfarrkirche ist, der Aufnahme Mariens in den Himmel (Patroziniumsfest 15. August).

## Geschichte
Im Jahre 1372 wurde am Platz des heutigen Stifts eine Kapelle gegründet. 1400 wurde diese erweitert und eine Krypta gebaut. Stift Dürnstein wurde 1410 gegründet. Mit der Klosteraufhebung 1788 unter Kaiser Joseph II. kam Stift Dürnstein mit seinen Pfarren und den dazugehörigen Gebäuden zum Augustinerchorherren-Stift Herzogenburg, dem es heute noch angehört. Der dazugehörige große Grundbesitz fiel an die Fürstenfamilie Starhemberg, die den Besitz noch heute verwalten, die Weingärten wurden 1938 an die Winzergenossenschaft Dürnstein verkauft.

## Baugeschichte

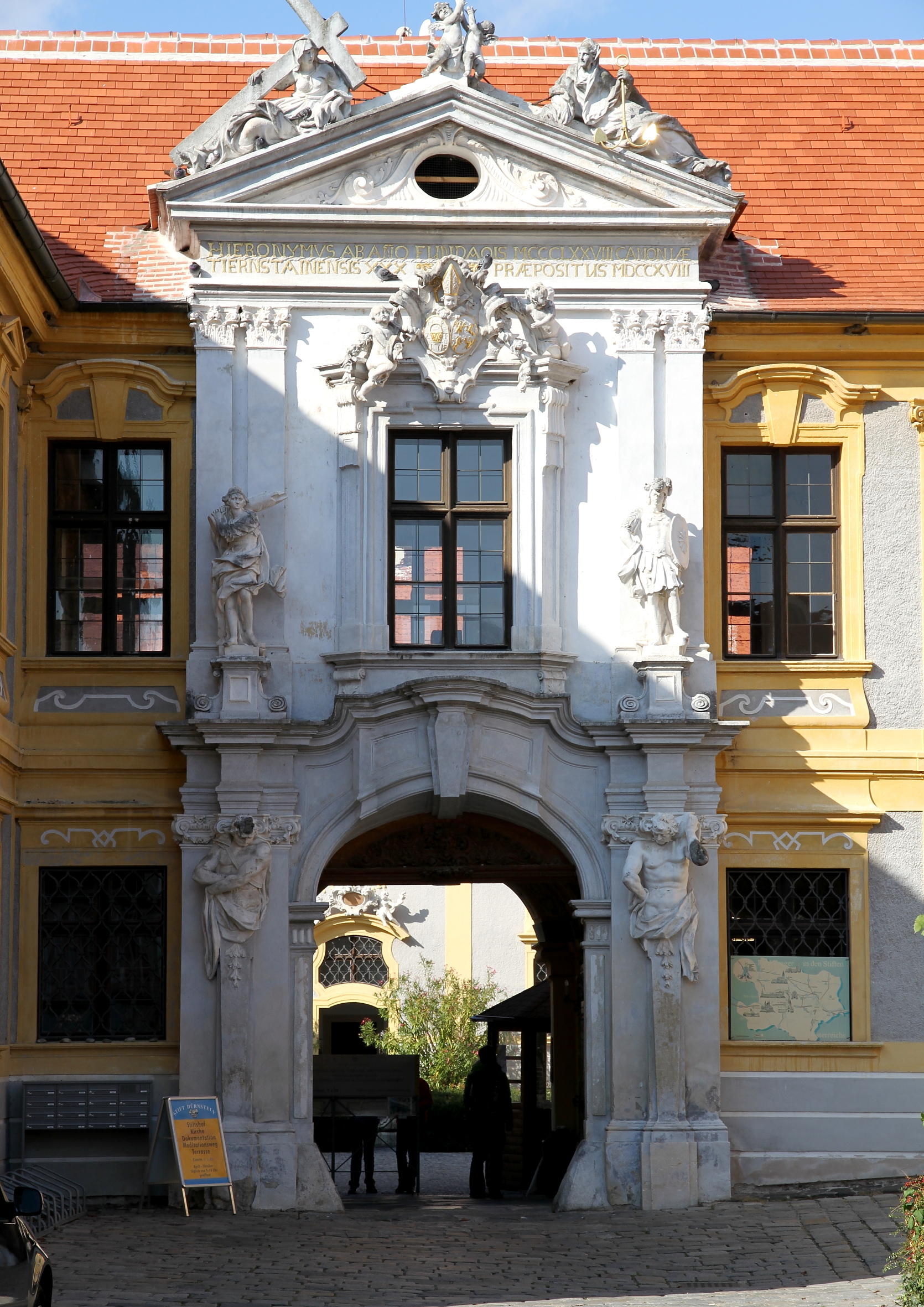
Stiftsportal

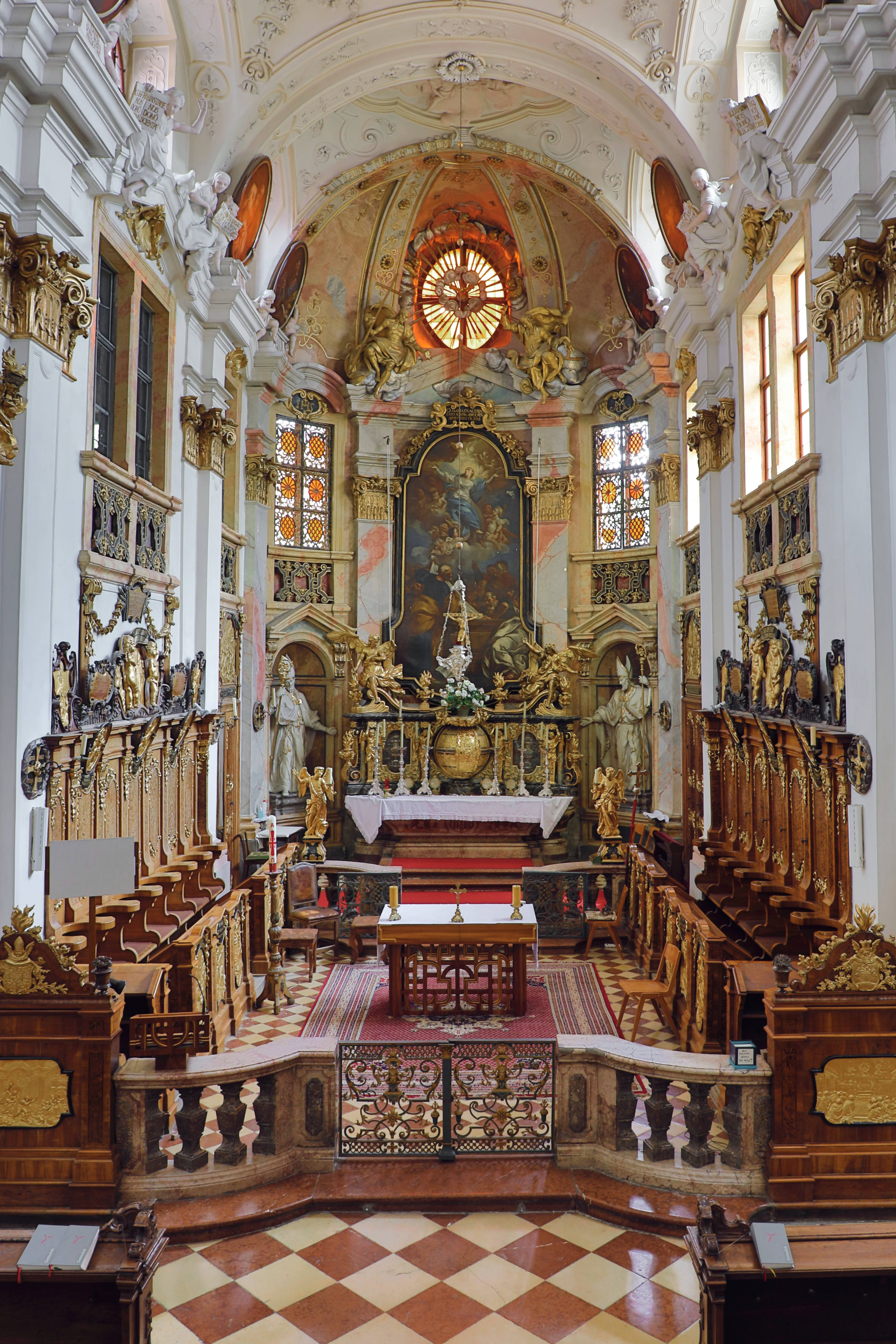
Chorraum der Stiftskirche; barockisiert in der ersten Hälfte des 18. Jahrhunderts

- 1371 errichtete Elsbeth von Wallsee eine Kapelle zu Ehren der Hl. Maria und stiftete gemeinsam mit ihrem Vetter Heidenreich von Meissau 3 Kaplanstellen.
- 1395 Hans III. von Maissau stiftete eine 4. Kaplanstelle und verfügte, dass täglich ein Choralamt gehalten und täglich drei Stille Messen gelesen werden.
- 1399 kauften Hans III. von Maissau und Stephan von Haslach von den Wallseern Güter zu Willendorf und schenkten sie der Dürnsteiner Stiftung.
- 1402 unter Otto IV. und Leutold II. von Kuenring wurde mit Zustimmung von Herzog Albrecht IV. die Kapelle der Feste Dürnstein mit der Frauenkapelle zusammengelegt. Dadurch wurde der Unterhalt von 10 Priestern gesichert. Dies war ein wesentlicher Schritt zur Entwicklung der Propstei Dürnstein.
- 1408 ernannte der Passauer Bischof Graf Georg Hohenlohe den Oberkaplan Stephan von Haslach zum Dechanten.
- 1409, mit dem Tode des Dürnsteiner Pfarrers Heinrich Schenk, fiel die Pfarrstelle der Kunigunden-Pfarrkirche unter dem Dechanten Stephan von Haslach an die Frauenkirche. Bischof Graf Georg Hohenlohe knüpfte an den Zusammenschluss der Kirchen die Bedingung, dass innerhalb von 2 Jahren ein Kollegiatstift entstehen müsste.
- 1410 mit der Übersiedlung von regulierten Chorherren aus dem Augustiner-Chorherrenstift Wittingau nach Dürnstein wurde die Bedingung Bischof Hohenlohes erfüllt. Anstatt des geforderten Kollegiatstiftes entstand ein Ordensstift. Der Wittingauer Martin wurde, nachdem Stephan von Haslach ablehnte, zum ersten Propst des Stiftes Dürnstein gewählt. Bischof Graf Georg Hohenlohe bestätigte am 14. Juni 1410 die Gründung des Chorherrnstiftes Dürnstein. Inkorporiert wurden die Pfarre Dürnstein, die Kapelle der Feste Dürnstein und die Pfarre Grafenwörth.

300 Jahre nach der Gründung des Klosters wurde 1710 Hieronymus Übelbacher zum Propst gewählt. Das Gebäude war in schlechtem Zustand, und so beschloss er, es zu barockisieren. Er verband dies mit einem großen inhaltlichen Konzept und war Mittelpunkt und Koordinator des künstlerischen Programms. Die heutige Innen- und Außengestaltung stammt von den Architekten und Baumeister Joseph Munggenast, Jakob Prandtauer und Matthias Steinl. Als Dürnstein sein barockes Aussehen erhielt, standen Religion, Wissenschaft und Kultur in enger Wechselbeziehung. Am auffallendsten ist der blau-weiße Turm der Stiftskirche, der in seiner ursprünglichen Farbgebung wiederhergestellt wurde. Das theologische Programm des Dürnsteiner Stiftsturmes lautet:
„Im Kreuz ist Heil, durch das Kreuz sind wir gerettet, alles Leid mündet in die Herrlichkeit der Auferstehung ein.“
Der Turm ist mit kostbaren Reliefs des Leidens Christi überzogen. Auf der Bekrönung steht das verklärte Kreuz: in diesem Zeichen hat Christus Leid und Tod besiegt. Unter dem Kreuz stehen als dessen Interpreten die Evangelisten. Vier Obelisken am Turm tragen die Bilder der Apostel. Sie sind Zeugen Christi: Zeugen seines Lebens, Leidens und Auferstehen.

### Restaurierung
Durch zwei Jahrhunderte konnten am Kloster nur die dringendsten Erhaltungsarbeiten ausgeführt werden. Seit 1985 war es durch eine gemeinsame Initiative des Stifts Herzogenburg, des Land Niederösterreich, der Diözese St. Pölten, des Wissenschaftsministerium, der Stadt Dürnstein, mehrerer Medien und vieler privater Spender möglich, die Gesamtkosten von 50 Millionen Schilling aufzubringen und das Gebäude außen sowie in bedeutenden Innenbereichen (Kreuzgang, Festsaal) einer gründlichen Restaurierung zu unterziehen. 1994 wurde mit den Arbeiten in der Gruftkapelle begonnen. 1998 konnte mit dem Erntedankfest auch der Abschluss der Außenrenovierung gefeiert werden.
Bei der Restaurierung in den 1980er-Jahren stieß man auf eine blaue Färbelung. Aufgrund der zahlreichen Rechnungen unter Propst Hieronymus über smalte-blaue Farbstoffe wird angenommen, dass der Turm der Stiftskirche zu der Zeit diese Farbe bekam. Daher entschloss man sich, dem Kirchturm diese als ursprünglich angesehene Farbe zu geben. Zur Zeit der Restaurierung war die Farbgebung stark umstritten. Erst in den Folgejahren entwickelte sich der Turm in dieser Farbe zu einem Wahrzeichen in der Wachau. Durch die markanten Farben und das Material, das ihn keramisch wirken lässt, wird er als Architektursignal in der Landschaft wahrgenommen.
In den letzten Jahrzehnten wurde die Anlage immer wieder renoviert (Dächer, Stiftsportal, Kirchenportal). Mit dem Umbau im Winter 2018/2019 wurde die neue Dauerausstellung „Entdeckung des Wertvollen“ in teilweise der Öffentlichkeit bisher nicht zugänglichen Räumlichkeiten (gotische Säulenhalle) eingerichtet. Damit wird ein großer Teil des Gebäudes touristisch genutzt. Im hinteren Trakt sind Wohnungen für Privatpersonen eingerichtet. Auch die Volksschule Dürnstein befindet sich im Stiftsgebäude. Es gibt keinen Trakt, der leer steht.

## Orgel der Stiftskirche

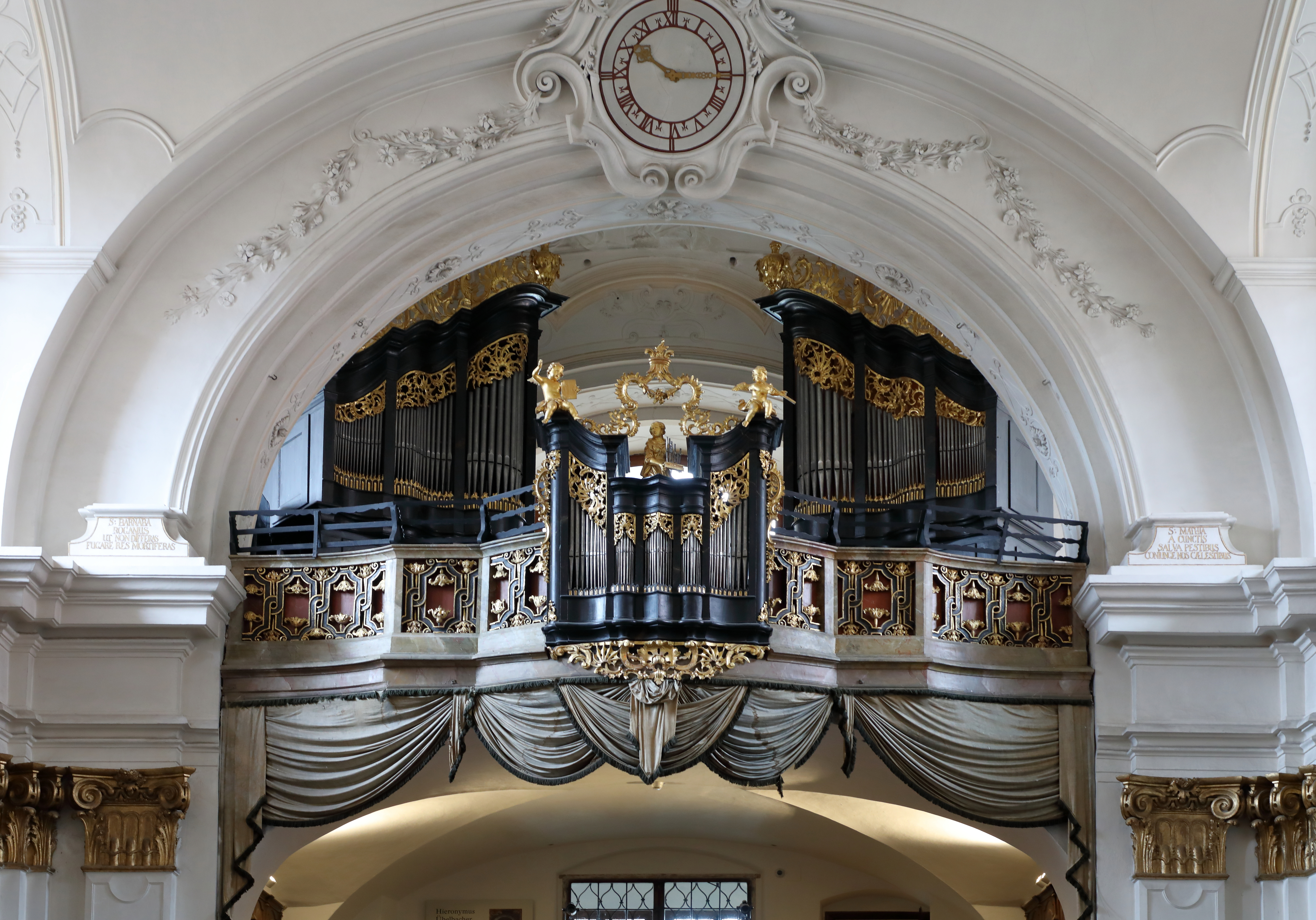
Orgel der Stiftskirche

Ursprünglich wurde die Orgel 1719 gebaut und in der Vorsakristei aufgestellt. Im Jahr 1723 wurde sie auf den neuen Musikchor übertragen und anschließend vom Wiener Orgelbaumeister Johann Christoph Pan(t)zner umgebaut und erweitert. Sie ist das einzige von ihm erhalten gebliebene Werk und befindet sich bis heute im Originalzustand. Die Orgel besitzt 2 Manuale (C - c´´´) und Pedal (C - a) mit 16 klingenden Registern, hat rd. 800 Pfeifen und gehört zum süddeutschen Typ einer Barockorgel.

## Liste der Pröpste
- Martin, amtierte 1410–1421
- Nikolaus I., amtierte 1421–1431
- Johannes von Waidhofen, amtierte 1431–1469
- Leonhard Kalaunser, amtierte 1469–1471
- Andreas, amtierte 1471–1492
- Alexius Süß (Suess), amtierte 1492–1493
- Gregor, amtierte 1493–1512
- Nikolaus II. Viereckl, amtierte 1512–1521
- Heinrich Lundauer, amtierte 1521
- Urban Hanal, amtierte 1521–1544
- Franz Abstemius, amtierte 1544–1553
- Leopold Maurer, amtierte 1554–1564
- Kaspar Pangel, amtierte 1564–1571
- Jakob Reisser, amtierte 1571–1573
- Adam Faber, amtierte 1573–1589
- Matthias Schreckeisen, amtierte 1590–1595
- Nikolaus III. Arnold, amtierte 1596
- Balthasar Puchseer, amtierte 1597–1599
- Melchior Kniepichler, amtierte 1599–1609
- Thomas Parstorffer, amtierte 1609–1612
- Melchior Kniepichler, amtierte 1618–1628
- Nikolaus IV. Hay, amtierte 1628–1657
- Matthias Feldhorn, amtierte 1658–1664
- Reinhard Faust, amtierte 1664–1668
- Honorius Arthofer, amtierte 1668–1678
- Karl Donray, amtierte 1678–1692
- Gottfried von Haslingen, amtierte 1692–1710
- Hieronymus Übelbacher, amtierte 1710–1740
- Maximilian Leeb, amtierte 1740–1750
- Dominik Ruemer, amtierte 1751–1787